# Allison Janney
Allison Brooks Janney (Boston, 19 de novembre de 1959) és una actriu estatunidenca. Ha rebut diversos reconeixements, com ara un premi Oscar, un BAFTA, un Globus d'Or i set premis Emmys, a més de dues nominacions als Tony.

## Biografia
Nascuda a Boston i criada a Dayton, Ohio, Janney va rebre una beca per estudiar a la Royal Academy of Dramatic Art de Londres, després de graduar-se al Kenyon College.

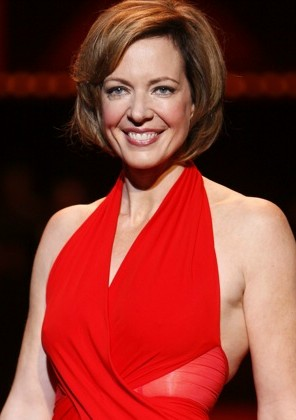
2008

Janney va fer el seu debut professional a l'escenari amb la producció Off-Broadway Ladies (1989), i va seguir amb nombrosos papers en diverses produccions similars, abans de debutar a Broadway amb el revival de 1996 de Present Laughter. Va guanyar dos premis Drama Desk i va estar nominada a dos premis Tony; un cop a la millor actriu en una obra de teatre per la seva actuació a A View from the Bridge (1997), i l'altre a la millor actriu en un musical pel seu paper al musical 9 to 5 (2009).
Després d'anys d'aparicions menors i sense acreditar en cinema i televisió, la gran oportunitat de Janney va arribar amb el paper de CJ Cregg en la sèrie de drama polític de l'NBC The West Wing (1999–2006), per la qual va rebre quatre premis Primetime Emmy. El 2014 va guanyar-ne el cinquè pel seu paper de Margaret Scully, una mestressa de casa reprimida sexualment a la sèrie dramàtica d'època de Showtime , Masters of Sex. Per la seva interpretació de Bonnie Plunkett, una addicta en recuperació a la comèdia Mom de la CBS (2013-2021), Janney va guanyar dos Emmy més.
El 2017, Janney va protagonitzar la comèdia negra Jo, Tonya de Craig Gillespie, basada en la vida de la patinadora artística Tonya Harding. El guionista Steven Rogers va escriure el paper de LaVona específicament per a Janney i es va negar a vendre el seu guió fins que Janney va ser seleccionada per a la pel·lícula. Janney consideraria el paper com una de les més desafiants de la seva carrera. Janney va guanyar nombrosos reconeixements per la seva actuació a la pel·lícula, com ara l'Oscar a la millor actriu secundària, el Globus d'Or, el Screen Actors Guild Award, el Critics' Choice Movie Award, l'Independent Spirit Award i el BAFTA a la millor actriu secundària. Janney també ha interpretat papers de personatges en diverses pel·lícules, com ara Primary Colors (1998), American Beauty (1999), Les hores (2002), Juno (2007), Hairspray (2007), The Help (2011), Spy (2015), Bad Education (2019) i L'escàndol (2019).